# 德龙河畔拉朗德
德龙河畔拉朗德（法語：La Lande-sur-Drôme，法語發音：[la lɑ̃d syʁ dʁom] ⓘ）是法国卡尔瓦多斯省的一个旧市镇，原属巴约区。2017年，德龙河畔拉朗德与临近的3个市镇合并为新市镇瓦勒德德龙，改属维尔区。

## 地理
德龙河畔拉朗德（49°4'9"N, 0°52'9"W）面积1.57 平方千米，位于法国诺曼底大区卡爾瓦多斯省，该省份为法国西北部沿海省份，北濒大西洋英吉利海峡，东北与滨海塞纳省以海上边界相接，东临厄尔省，南至奧恩省，西与芒什省接壤。
与德龙河畔拉朗德接壤的市镇（或旧市镇、城区）包括：塞旺、拉瓦克里、比耶维尔、勒佩龙。

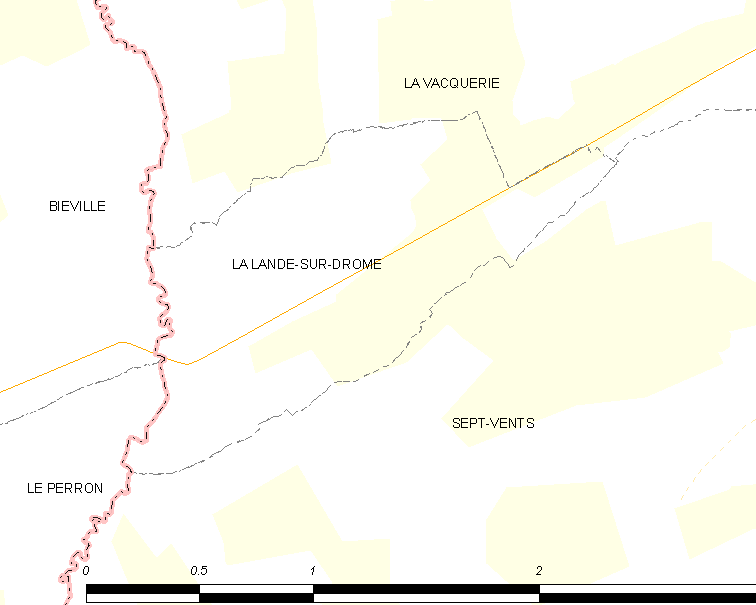
德龙河畔拉朗德的OSM定位图

德龙河畔拉朗德的时区为UTC+01:00、UTC+02:00（夏令时）。

## 行政
德龙河畔拉朗德的邮政编码为14240，INSEE市镇编码为14350。

## 政治
德龙河畔拉朗德所属的省级选区为莱蒙多奈县。

## 人口

1962-2008年间德龙河畔拉朗德人口变化图示

德龙河畔拉朗德于2018年1月1日时的人口数量为66人。